# Chlorococcus straussiae
Chlorococcus straussiae är en insektsart som först beskrevs av Edward MacFarlane Ehrhorn 1916.
Chlorococcus straussiae ingår i släktet Chlorococcus och familjen ullsköldlöss. Inga underarter finns listade i Catalogue of Life.